# 欧斯维耶勒
欧斯维耶勒（法語：Aussevielle，法語發音：[osvjɛl]）是法国大西洋比利牛斯省的一个市镇，位于该省东部，属于波城区。

## 地理
欧斯维耶勒（43°21'18"N, 0°28'54"W）面积3.26 平方千米，位于法国新阿基坦大区大西洋比利牛斯省，该省份为法国东南部省份，涵盖了贝阿恩与北巴斯克，西临大西洋比斯開灣，北至朗德省，东北接热尔省，东临上比利牛斯省，南与西班牙接壤。
与欧斯维耶勒接壤的市镇（或旧市镇、城区）包括：当甘、贝阿恩地区贝里、波埃德莱斯卡尔、锡罗斯。

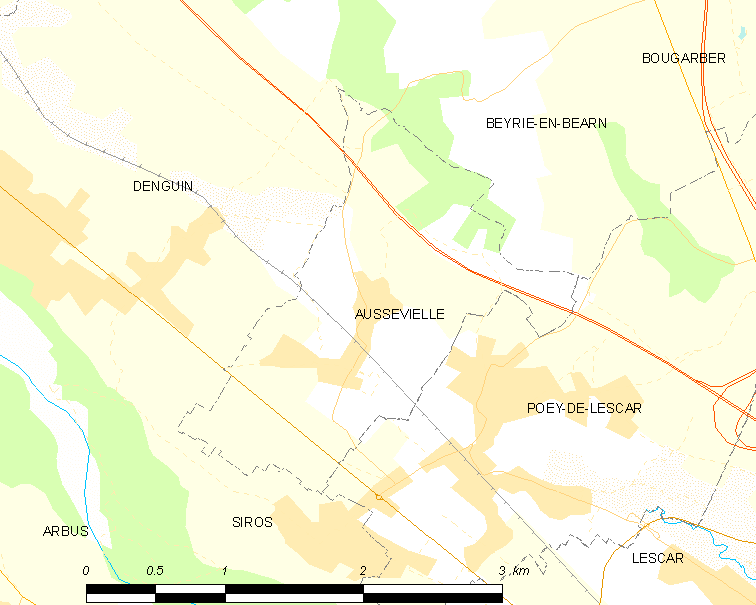
欧斯维耶勒的OSM定位图

欧斯维耶勒的时区为UTC+01:00、UTC+02:00（夏令时）。

## 行政
欧斯维耶勒的邮政编码为64230，INSEE市镇编码为64080。

## 政治
欧斯维耶勒所属的省级选区为阿尔蒂克斯和苏贝斯特尔地区县。

## 人口

1962-2008年间欧斯维耶勒人口变化图示

欧斯维耶勒于2022年1月1日时的人口数量为833人。